# Мітвайда (район)
Мітвайда (нім. Landkreis Mittweida) — колишній район у Німеччині. 1 серпня 2008 під час реформи громад об'єднаний із двома іншими районами у район Середня Саксонія.
Центром району було місто Мітвайда. Район входив до землі Саксонія. Підпорядкований був адміністративному округу Хемніц. Площа - 773,20 км². Населення - 128 700 осіб (2007). Густота населення - 166 осіб/км².
Офіційний код району - 14 1 82.
Район поділявся на 24 громади.

## Міста та громади
Міста
1. Бургштедт (11 970)
2. Герінгсвальде (4 910)
3. Лунценау (4 954)
4. Мітвайда (16 152)
5. Пеніг (10 238)
6. Рохліц (6 541)
7. Франкенберг (16 393)
8. Хайніхен (9 248)

Громади
1. Альтмітвайда (2 089)
2. Вексельбург (2 158)
3. Зеліц (2 023)
4. Клаусніц (3 431)
5. Кенігсфельд (1 732)
6. Кенігсхайн-Відерау (2 938)
7. Крібштайн (2 533)
8. Лихтенау (7 959)
9. Мюлау (2 317)
10. Россана (3 843)
11. Таура (2 634)
12. Тіфенбах (3 484)
13. Хартмансдорф (4 713)
14. Цетліц (854)
15. Штрігісталь (2 024)
16. Ерла (3 564)

Об'єднання громад
Управління Бургштедт
Управління Мітвайда
Управління Рохліц
Управління Штрігісталь
 (30 червня 2007) 